# サイコブレイク
『サイコブレイク』（PsychoBreak、英: The Evil Within）は、Tango Gameworksが開発し、2014年10月23日にベセスダ・ソフトワークスからMicrosoft WindowsとPlayStation 3、PlayStation 4、Xbox 360向けに発売されたサバイバルホラーゲーム。
追加コンテンツとして、『ジ・アサインメント』、『ザ・コンセクエンス』、『ジ・エクセキューショナー』がある。
また、3年後の2017年10月には、続編の『サイコブレイク2』が発売された。

## 概要
世界的な人気作品である「バイオハザード」を製作した、ゲームクリエイター「三上真司」によって作られたゲームとして、ファンの間では話題となった。
物語は15のチャプターに分かれており、 アーカイブと呼ばれる収集品から、登場人物に関する文書や事件の詳細を紐解く情報、ゲームを進める上でのヒント等が取得できる。 

## あらすじ

### プロローグ
クリムゾンシティの刑事セバスチャンは、相棒である部下のジョセフと、女性刑事キッドマンと共に、大量殺人事件が発生したビーコン精神病院へ向かうよう緊急応援要請を受ける。
現場へ到着したセバスチャンが見たのは、院内に散乱する大量の遺体、たった一人生き残った医師、監視カメラの録画に残された、超人的な動きで警官たちを殺す「フードを被った謎の男」だった。
フードの男に不意打ちされ意識を失ったセバスチャンは、目覚めた地下でチェーンソーを持った男に襲われる。病院から脱出したセバスチャンが見たものは、崩壊するクリムゾンシティだった。警官コネリーの運転する救急車で崩壊、あるいは形を変える街から脱出を試みるが、突如フードの男が車内に現れると運転手のコネリーが異変をきたし、トンネルだった空間が山道に変化し、車は崖下に転落してしまう。

### 序盤
セバスチャンが意識を取り戻すと、そこは精神病院のような建物の一室だった。そこにいた看護婦 タティアナに街や皆の安否を尋ねるが、意味深な言い方ではぐらかすだけで答えてはくれなかった。
病院のような空間から目覚めると、そこは崖から転落した救急車の中だった。同乗していたキッドマンたちを探すため近くを探索するセバスチャンを、異形と化したコネリーが襲ってくる。その後、精神病患者の青年・レスリーを追っていった先にある廃村でも、異形と化した村人たち「ホーンテッド」からの襲撃を受ける。
大量のホーンテッドから逃げ延び、河から上がったセバスチャンは寒村にたどり着き、レスリーの担当医師 ヒメネスと再会する。セバスチャンはレスリーと合流するため、病院にもいたチェーンソー男「サディスト」と戦い、撃破に成功する。
二人が村の奥へ向かうと、そこはヒメネスの弟バレリオの管理するホスピスがあり、レスリーと再会する。しかし、ヒメネスが「ルヴィク」と呼ぶフード姿の男が現れ、セバスチャンは長髪の怪物・ラウラがいる地下空間に飛ばされてしまう。
ラウラの追跡から逃れたセバスチャンは、バスタブのような機材に収められていた相棒のジョセフと合流する。その先で水槽に閉じ込められたキッドマンを救うが、三人揃ったのも束の間、再びラウラに水面に引き摺り込まれ、二人ともはぐれてしまう。その後、偶然「ラウラが火に弱い」ことに気付いたセバスチャンは彼女と戦い、撃退に成功する。
ジョセフと再会したセバスチャンは、中世の砦のような場所を探索していく。やがて、遠くに見えた教会のような場所にキッドマンとレスリーが入っていくのを見た二人はそこに向かうが、巨大な犬の怪物「センティネル」に行く手を阻まれてしまう。

### 中盤
教会からカタコンベに飛ばされたセバスチャンは、探索していくうちにレスリーに出会う。だが、金庫が頭になっている怪物「キーパー」が現れ、レスリーとはぐれてしまう。何度倒しても復活してしまうキーパーと戦い、本体である頭部の金庫を破壊することでついに撃破する。
ヒメネス医師のいる謎の実験室へと辿り着いたセバスチャンは、この世界の概要とルヴィクの力、そしてルヴィクと共同研究していたことをヒメネスから教えられる。その後、二首の怪物「アマルガムα」に追われる羽目になり、かろうじて逃げた先はタティアナのいる空間だったが、そこにもルヴィクが現れる。
森に囲まれた「ルヴィクの生家」に転送されたセバスチャンは、そこに現れるルヴィクの幻影によって、彼の過去と目的を知る。ルヴィクは現実世界での実体を得ようと、他人の意識を無意識に感じ取り「シンクロさせる能力」を持つ青年レスリーの肉体を「依り代」にしようとしていたのだ。
地下空間に迷い込んだセバスチャンの前に再びラウラが現れ、炎を使って彼女を撃退する。その後、セバスチャンの前にルヴィクが現れ、ここが現実ではなく「STEM」という装置の生み出した仮想世界であり、STEMを含め仮想空間もすべて「自分が創造したもの」だと語り、姿を消す。
その後、セバスチャンは再びヒメネスとレスリーのいる実験室に辿り着く。ヒメネスはSTEM世界から脱出するため、過去唯一の生還者であるレスリーを接続して装置を起動するが、なぜかうまく作動しない。さらに、その直後に現れた「アマルガムα」によりヒメネスは殺されてしまう。

### 終盤
崩壊したクリムゾンシティの中で、アサイラムだけが崩れていないことに気づく。ホーンテッドたちに襲われるキッドマンを助け出すも、今度はセバスチャンがホーンテッド化してキッドマンを襲ってしまう。銃声と共に意識を失い、目覚めた彼にキッドマンは「あなたはもう汚染されている」「彼に利用されるかもしれない」と言って立ち去る。その後、偶然見かけたジョセフと合流する。
ジョセフは移動手段としてバスを確保しており、発車させようとしたところにキッドマンが駆け込んでくる。巨大な蜘蛛の怪物「ヘレシー」に追われ、なんとか撃退に成功するも、今度はジョセフがホーンテッドに狙撃され負傷。セバスチャンが止血剤を確保して治療し、再びバスは発進するが、またもルヴィクが現れる。彼の力でバスは空中に浮き上がり、そのままビルの部屋へ突き刺さる。
バスからビルの部屋に投げ出されたセバスチャン達は、地面に落下したバスの中のキッドマンの安否を確かめるため、ホテル内を降りていきビルを脱出する。レスリーを撃とうとするキッドマンを阻止しようとしたジョセフは胸を撃たれる。ルヴィク以外は干渉できないはずのSTEMの街は、巨大な地割れに見舞われ、セバスチャンは地の底へと落下する。
地下鉄の駅で目を覚ましたセバスチャンは、奥の下水道を突き進む。だが、その先は蛸の怪物「クウェル」の巣へと続いていた。自らの体を透明化して、幼虫を吐き出してくるクウェルを撃破し、セバスチャンは先に進む。

### エピローグ
地上に出ると、そこはビーコン精神病院の正門前だった。導かれるようにレスリーを追ったセバスチャンは、病院の塔にある巨大なSTEMの本体にたどり着く。しかし彼とキッドマンがレスリーを巡って言い争う最中に、ルヴィクはレスリーを自身に取り込み巨大な怪物と化す。セバスチャンは機関銃やロケットランチャーで対抗し、最後に本体であるルヴィクを拳銃で撃ち、彼に止めを刺す。
その後、STEMのコアとして設置されていたルヴィクの脳を床に叩きつけ、足で踏みつぶす。ようやく現実へと戻ったセバスチャンは、ビーコン精神病院に警察の特殊部隊が突入するのを横目に玄関から外へ出る。その彼が見たのは、病院の敷地から悠然と歩いて出ていくレスリーの後ろ姿だった。今までのレスリーの歩き方とはあきらかに違う、まるで別人になったかのような姿にとまどうセバスチャンをまたもノイズが襲う。再び目を向けるとレスリーの姿は幻のように消えており、彼同様に多くの謎を残しながら事件は幕を閉じる。

## 追加ダウンロードコンテンツ

### ザ・アサインメント
あらすじ
女性刑事 キッドマンは、実は謎の組織「メビウス」の密偵として、STEM世界を創造した科学者ルヴィクが狙っているという、精神病患者である青年 レスリーの確保を命じられていた。
正気を失っているレスリーを追い、夢とも現実ともつかない恐怖の世界をさまよいながら、キッドマンはレスリーを追っていく。しかしSTEM世界には、頭がライトの形をした女怪物シェードがいて、キッドマンを執拗に追跡してくる。
STEM世界での探索を通して、カルト組織に心酔している両親との軋轢など不遇な生い立ちを過ごし、14歳で家出してあらゆる犯罪行為に手を染めて、薬物販売や強盗するまでに至った「キッドマンの過去」が語られ、犯罪歴を帳消しにする対価として「メビウス」にスカウトされたことが明かされる。
当初はメビウスの任務のために動いていたキッドマンであったが、やがてセバスチャンらの命を奪うことを命令されたことから、メビウスの指導者 ザ・アドミニストレイターと対立することをキッドマンが選択したところで、物語はいったん終了する。

### ザ・コンセクエンス
あらすじ
「ザ・アサインメント」において語られた、キッドマンのSTEM世界での探索の続きが描かれる。
また、STEM世界に来る前のセバスチャンの過去が語られていく。セバスチャンは、娘リリーが火災で亡くなり大きな精神的ショックを受けていたが、支えるべき妻のマイラが彼の元を去っていったことで酒浸りになり、署長との関係も険悪になっていたことを知る。
ハンドガンを入手したキッドマンは、追跡してくるライト頭の女怪人・シェードを撃破する。しかし、ヘレシーに追われてバスを運転した際にハンドガンを落とし、再び装備のないまま探索を続けていく。
レスリーをルヴィクに奪われてしまったキッドマンは、ザ・アドミニストレイターに見限られてしまい、彼と戦うことになり倒すことに成功する。
エンディングにおいて、現実世界に戻ったキッドマンは、自分を勧誘しこれまで指示をしていた女性が、セバスチャンの妻 マイラであったことを知る。

### ジ・エクセキューショナー
あらすじ
ルヴィクの縁故のある男が、STEMに捕らわれた愛娘を救い出すため、自らSTEM世界へと赴く。そこで男は、頭が金庫の怪物 「キーパー」となり、STEM内にいる者たちをすべて殺害することで、愛娘を取り戻そうとする。
キーパーとなった男は、戦闘を重ねていき武器やスキルをアップグレードしていきながら、STEM世界の怪物たちや中ボス、さらには本編の主人公である刑事 セバスチャンや、その相棒ジョセフと戦うことになる。

## 登場キャラクター

### 主要人物
セバスチャン・カステヤノス（Sebastian Castellanos）
声 - 木下浩之
本作の主人公。男性刑事。38歳。
クリムゾンシティ郊外で起きた殺人事件の捜査中、精神病院で起きた大量殺人の現場に急行したところ、悪夢のような世界STEMに入り込んでしまう。
20代という若さでゴールドバッジを取得し刑事へ昇格するほど優秀であるが、捜査方法が強引な部分もあるため批判されることも多い。同僚のマイラ・ハンソンと結婚し娘のリリーを授かるなど順風満帆な日々を送っていたが、ある日自宅が火災で全焼し、幼い娘を失ってしまう。あまりのショックにセバスチャンは酒に溺れる日々を送るが、その間にも妻のマイラは娘の死について捜査しており、やがて彼女は捜査資料をセバスチャンに託し失踪してしまう。マイラの捜査資料から娘の死が仕組まれたことを知った彼は、娘の死についてさらに強引な捜査にのめり込むようになった。
また、捜査があまりに度が過ぎたためか（脅迫や暴力など）、ジョセフによって内部告発されている。
相棒のジョセフとは8年来の付き合いで性格は正反対だがお互いに信頼し合っている。
娘の死により火事に対して大きなトラウマを持っている（あくまで火事への恐れであり、火自体は恐怖の対象ではない）。
ジョセフ・オダ（Joseph Oda）
声 - 千葉一伸
セバスチャンの相棒の男性刑事。33歳。
無口で冷静、年下のキッドにも敬語で話すなど紳士的な性格をしている。
セバスチャンやとキッドマンともに現場の精神病院へ向かったが、異常な世界へ迷い込んでしまう。
眼鏡を掛けているが、視力補正以外にも手放せない理由があるようで（本人曰く「落ち着く」）、大切にしている。若くしてセバスチャンの相棒となり、斧を使った白兵戦、スナイパーライフルによる狙撃、ピッキング、爆弾処理と多彩な能力を持っている非常に優秀な刑事。作中では語られないが既婚者で愛妻家。しかし、家庭内では妻の尻に敷かれている模様。
娘の死と妻の失踪によって酒に溺れ、強引な捜査を続けるセバスチャンを内部告発したが、それは精神的に追い詰められている彼を助けたいという気持ちからであった。
非常に強い精神力を持っており、ルヴィクとトラウマ的な共通点が皆無にもかかわらずルヴィクの洗脳を自力で脱した。
ジュリ・キッドマン（Juli Kidman）
声 - 甲斐田裕子
セバスチャンたちのところへ転属してきた女性刑事。愛称はキッド。27歳。
緊急応援要請を受けて精神病院に急行し、事件に巻き込まれる。
新人に似合わない落ち着きや、どこか観察しているような態度をセバスチャンの刑事としての勘は密かに警戒していた。
正体はメビウスから警察内部に潜入しているスパイ。特殊な薬を投与されており、ルヴィクの力の影響を受けない。
追加シナリオであるザ・アサインメントとザ・コンセクエンスでは、彼女の視点で物語が進行する。STEMに囚われたレスリーを連れ戻すという指令をザ・アドミニストレイターから受けていたが、徐々にルヴィクと同調していくレスリーを見て利用されるよりも早く彼を殺すことを選択しようとする。目的を隠して暗躍しながらも、セバスチャン達を巻き込んでしまったという罪悪感や、自身も捨て石に過ぎない処遇を知り、メビウスやザ・アドミニストレイターへ不信をつのらせていく。
かつて両親から虐待を受けており、14歳の時に家出している。それからは生き延びるために犯罪にも手を染め、思春期のほとんどを少年院で過ごし、成人する頃にメビウスに拾われた。
ルヴィクと同じエルクリバー村の出身である。
最終的にSTEMの世界から脱出に成功するが、手のひらにルヴィクから刻印を刻まれてしまい、ルヴィクがいつでも精神にダイブできる状態、端末の一つとなってしまった。
タティアナ・グティエレス（Tatiana Gtierrez）
声 - 井上喜久子
女性看護師。38歳。
異世界の病院でセバスチャンを手助けする優しい人物だが、セバスチャンの問いかけに明確に答えずにはぐらかすなど謎が多い。
正体はビーコン精神病院内の閉鎖病棟に勤務していた看護師。その為、現実世界では彼女は行方不明になっており、作中で彼女の尋ね人の張り紙を見ることができる。

### ビーコン精神病院
レスリー・ウィザース（Leslie Withers）
声 - 河西健吾
ビーコン精神病院に入院していた患者。少年のように見えるが25歳。
情緒不安定でコミュニケーション能力が低いため意思疎通が難しい。
両親を目の前で殺害されるという悲劇に見舞われ、それが強いトラウマとなって現在のような精神異常をきたしている。
他人の意識を無意識に感じ取りシンクロさせるという能力を持ち、これで低いコミュニケーション能力を補っている。そのため危機察知能力も高く、セバスチャンの危機を救うこともある。
上記の能力と両親を失っているというトラウマを持っていることでルヴィクから適合者として付け狙われてしまう。STEMの世界で幾度となくルヴィクの支配を受けており、エンディングやザ・アサインメントではルヴィクに意識と肉体を乗っ取られてしまったような描写がある。
マルセロ・ヒメネス（Marcelo Jimenez）
声 - 土師孝也
精神病院の医局長を勤める男性。50歳。
自分の患者であるレスリーのことを第一に考えているかのように見えるが、実際は彼をルヴィクの世界からの脱出の手段としてしか見ていない。
実はルヴィクの研究を奪い、現在の状況を作り出した元凶でもある。彼自身はメビウスと繋がった人物であり、自身の組織内での地位のみを考えていた。
孤独に研究を行っていた少年ルヴィクの才能に目を付け、その理解者であるかのように近づいた。それから数年後も、火災に遭ったルヴィクに素材、すなわち人間を提供していたが、ルヴィクの両親から病院への寄付が止まると、その提供を拒むようになる。ルヴィクの研究結果を自身の名前で発表するなど彼を利用し、関係が破綻した後には強引な方法で研究自体を奪うため、ルヴィク自身をメビウスに引き渡してしまう。
追加シナリオでは、ルヴィクの異常な研究を危険視したり、脳だけにされたルヴィクを見て「卑劣」と言い憤慨するなどのまともな様子が見られるが、最終的には自身の保身や利益、研究者としての好奇心に負けメビウスの研究を続行する選択をしてしまった。良くも悪くも人間らしい人物である。
エンディングでは現実世界のSTEMに繋がれたまま死亡していた。

### ヴィクトリアーノ家
ルヴィク（Ruvik）
声 - 関俊彦
白いフード付きのローブを羽織った火傷の跡だらけの男。37歳。本作の鍵を握る男。
作中でセバスチャンを翻弄するかのごとく何度も現れる。その正体はSTEMを発明し、その世界を作り出した張本人であり、本作の全ては彼の脳内で起こっている。突然現れては消える、物理的法則を無視、空間を歪める、触れただけで死に至らしめる等、STEM世界の中では絶対的な力を誇る。
幼少期から外界と接触を断ち研究に明け暮れていたが、納屋で姉と遊んでいる際、ヴィクトリアーノ家に対する復讐の巻き添えになる形で火災に巻き込まれ全身火傷を負い、愛する姉ラウラは焼死してしまう。その後は姉を生き返らせるための研究をしていたが、ヒメネスの裏切りでメビウスに捕まり、脳を摘出されてSTEMのコアにされてしまった。
STEM内では、メビウスによる開発コードネームである「ルヴィク」と呼ばれている。STEM世界では圧倒的な力を持っており、STEM世界は彼のこれまでの経験・感情といった、彼の記憶と妄想の産物であり、しだいに崩壊していく様が描かれている。
ルヴィク自身もSTEM世界の崩壊から逃れるべく、他人の意識を無意識に感じ取り自身とシンクロさせる特性を持つ「適合者」レスリーの意識と肉体を寄り代にすることで、現実世界へ生還しようと画策しており、レスリーを支配するべく追い続けている。
姉を失ったという過去が原因で、火そのものに対して強いトラウマを抱えている。そのため、ドラム缶の爆発による炎や、ハープーンボルトのLv5の炎効果が、ルヴィクの産み出した多くの敵にも大きな効果がある。
ルベン・ヴィクトリアーノ（Ruben Victoriano）
声 - 武田華
資産家ヴィクトリアーノ家の長男。10歳。後のルヴィクである。
まだ無邪気な部分が残っているが、小動物を解剖するなど異常性の片鱗はすでに見せ始めていた。姉ラウラと納屋で遊んでいた際に放火され、全身に重度の火傷を負うことになる。
その後、彼は父親によって地下に閉じ込められるが、後に両親を殺害している。
ラウラ・ヴィクトリアーノ（Laura Victoriano）
声 - 行成とあ
美しく優しいルヴィクの姉で、彼のただひとりの理解者であった。享年17歳。
土地を買収された村人からの復讐に巻き込まれる形で納屋に放火され、弟を先に逃がすものの、自身は間に合わず焼死してしまった。その彼女の死がルヴィクを狂気の研究へと駆り立て、STEMの開発へと繋がった。
STEM世界においても、長い手足でクモのように歩く怪物「ラウラ」として登場し、セバスチャンを執拗に追跡してくる。撃退しても、死体を依り代にして何度も復活するなど非常に厄介な敵であるが、現実における彼女が焼死した事に関連して炎に極端に弱い性質を持ち、復活の際に依り代に使う死体をマッチで焼くことで、即座に撃退することができる。その他、ハープーンボルトのLv5の炎上効果が、特に大きなダメージを与えられる。

### その他
オスカー・コネリー（Oscar Connelly）
声 - 平井啓二
男性警察官で、階級は巡査。30歳。
セバスチャン達を事件現場である精神病院へ送り届ける際に、無線から謎のノイズを聞いてしまう。後にセバスチャンらと合流し、崩壊する街から脱出するが、崖から転落後、変わり果てた姿で現れる。
セバスチャン達とともにSTEMに囚われており、物語序盤でホーンテッド化してしまう。
エンディングでは現実世界のSTEMに繋がれたまま死亡していた。
ザ・アサインメントでもホーンテッドと化した姿で登場し、キッドマンに襲い掛かる。なお、作中で初めてホーンテッドとなった状態で言葉をしゃべっているキャラクターである（ただし、会話は成立していない）。
バレリオ・ヒメネス（Valerio Jimenez）
声 - 志賀麻登佳
マルセロ・ヒメネスの弟。エルクリバー村でホスピスを管理している。
既にホーンテッド化しており、患者の死体に声をかけながら解剖している。セバスチャンが見た幻の中では頭がかゆいと掻きむしっており、実際に脳の一部が露出している。
現実世界ではクリムゾンシティに向かう姿を最後に行方不明となっている。
ザ・アドミニストレイター（The Administrator）
声 - 山野井仁
氏名や年齢等あらゆる素性が謎に包まれた男。ザ・アドミニストレイターとは管理者の意。メビウスの幹部で、キッドの上司にあたる。
性格は傲慢かつ尊大。姿はほとんど逆光や影のみで描写され、素顔が見えることはほとんど無い。
追加シナリオのザ・アサインメントではキッドに対し、STEMに入りレスリーを連れ戻すよう命令する。しかし、キッドを含めセバスチャン達を捨て石扱いするなど酷薄な態度を取り、キッドの不信を買うこととなった。
ザ・アサインメントでは命令に従わないキッドに対し次第に警戒心を強め、ザ・コンセクエンスではついにキッドのクローンを作り彼女を始末しようとする。
リリー・リン・カステヤノス
セバスチャンとマイラの娘。過去の自宅火災で焼死したとされていたが…。
マイラ・カステヤノス
声 - 深見梨加
リリーの母でセバスチャンの妻。
旧姓はハンソン。粘り強く勤勉な性格だった模様。
リリーが死亡したと思われた火災のしばらく後、セバスチャンの前から姿を消した。
追加シナリオのザ・コンセクエンスにおいて、ザ・アドミニストレイターの側近であり、メビウスのエージェントとして夫であるセバスチャンを現実のビーコン精神病院でずっと観察していたことが明かされる。

## クリーチャー
ホーンテッド（The_Haunted）
ゾンビのような姿の人型クリーチャー。
体に痛々しい傷を負っている者が多く、有刺鉄線を巻きつけた個体、体に鉄骨が刺さっている個体、太った個体、仮面を付けた個体、顔面から触手が生えていて体を不可視にする個体など、バリエーションが多い。
作中もっとも多く戦う敵で、目を不気味に光らせ、主に道具を使ってセバスチャンたちに集団で襲ってくる。
使う武器は多岐に渡り、斧や松明に始まり、ダイナマイト、果てはクロスボウや銃までも使う個体が出現する。
弱点は火で、タイマツや火炎瓶、またはダウンした際にマッチで燃やすことで一撃で倒すことができる。
その正体はSTEMに取り込まれた被験者がルヴィクの意識と同調した結果、怪物化したもの。
作中のイベントでは人間がホーンテッド化する瞬間を見ることが何度かある。肌に血管や赤い水ぶくれが発生し、理性を失うという場合が多い。
インプ（Imp）
子供のような大きさの人型クリーチャー。
後述のオルタエゴのように頭部が2つあり、片足か両足が欠損している為、歩くことができず這いずって移動する。
ホーンテッドよりもさらに多くの群れで現れ邪魔をする。攻撃力が低いため脅威ではないが、現れる数が多く、飛びつく行動が素早い。体が小さいので狭い隙間から這い出してくるほか、水中を泳ぐことも可能。
素早い代わりに耐久力が無く、走ったり踏みつけるだけでも倒せる。
オルタエゴ（Alterego）
常人よりも少し大きい人型のクリーチャー。
頭が二つあり、その片方は人の顔ではなく怪物のように牙が生えている。
オルタエゴ（Alter Ego＝アルターエゴ、オルターエゴ）とは「別人格」のことを指す言葉である。
耐久力が高いうえ、スニークキルが不可能。掴みからの噛みつきや、爪による引っ掻きの他に、球状の酸を放出したりもする。そして一番危険なのが、腹部から寄生体のような触手を伸ばし、セバスチャンの頭部を食いちぎって即死させる攻撃である。
解離性同一性障害の患者がSTEMに繋がれ、ルヴィクの研究の果てに怪物と化した存在。前頭前皮質に刺激を与えた結果、交代人格から主人格への攻撃が始まり、二つの人格がお互いを攻撃しあい、それが収まるとやがて融合してしまったという。
サディスト（Sadist）
プレイヤーが最初に目にする事になるクリーチャー。
殺人者の意識とルヴィクの狂気がSTEMを介して融合して誕生した存在。名前のSadistには加虐性愛者の意味がある。
頭に鉄のヘッドギアを付け、返り血を浴びたタンクトップに作業ズボンという異様な風体をしている。
唸り声を上げチェーンソーを持ってプレイヤーを追いかけてくる。その見た目に違わず耐久力が高く、またパワーを駆使して障害物を破壊しながら突進してくる。一方で知能は高くないらしく、トラバサミに引っかかることがある。
数回に渡ってセバスチャンの前に強敵として立ちはだかり、最終チャプターではパンツァーファウスト3ロケットランチャーを撃ってくる。
ラウラ（RE-Bone_Laura）
非常に長い4本の腕と足、女性を思わせる長い黒髪、焼けただれた皮膚が特徴のクリーチャー。
血だまりや死体から叫び声をあげて現れ、髪を振り乱しながら襲ってくる。彼女の腕に捕まった場合、セバスチャンは両腕を2本の腕で地面に押さえつけられ、残り2本の腕で殴られ続け頭部を叩き潰されてしまう。また、死体を依代にして移動する特殊な能力がある。
その正体は、ルヴィクの姉ラウラの凄惨な死の記憶とルヴィク自身の復讐心が融合し誕生したクリーチャー。それゆえに火が弱点であり、焼かれると叫びながら悶え苦しむ。
ノイン＆ツェーン（Neun＆Zehn）
教会への道で主人公を襲う巨人のような双子のクリーチャー。
マスクを被っているのがノイン、武器を持っているのがツェーンであり、その名前はそれぞれドイツ語で「9・10」という意味。
ノインは気性が荒く、登場直後に鎖を引きちぎり、自分を解放したホーンテッドを叩き潰している。対してツェーンは臆病な気質らしいが、時折激しい暴力衝動が出るらしい。
元々は教会の地下研究室で育てられた双子の兄弟。瀕死の状態だった双子は薬物の投与によりものの数十分で数cm～十数cm成長するという異常成長をしたと作中の文書に書かれている。2体とも登場時は鎖で繋がれている。また、本編だけでなくザ・アサインメントにもノインが登場し、キッドとレスリーを追いかける。
センティネル（Sentinel）
巨大な犬の姿をしたクリーチャー。センティネルという名も見張り、番人という意味。
教会の研究室で育てられていたもので死亡した被験者を餌として与えられた為、人肉を欲している。犬の面影はあるものの、そのほとんどはグロテスクに変容しており、本来の犬の頭部は上方向に向きがおかしくなってほとんど機能しておらず（目は機能している模様）、頭部の下には大きな縦向きの顎が口を開けている。ちなみに、元は教会の番犬であったらしい。
キーパー（The_Keeper）
肉屋のような衣装を纏い、頭部が金庫になっている大男。
左手に巨大なミートハンマーを持ち、腰には鋭利な刃物が突き出たズダ袋を提げている。なお、この袋にはキーパーに殺害された者たちの脳が詰め込まれている。
攻撃方法はハンマーでの殴打、もしくは右手でズダ袋を振り回す攻撃の他、トラバサミに似た効果を持つ有刺鉄線の罠を仕掛ける。
頭の金庫が本体であるため、体に攻撃を加えても何度でも復活する上、金庫は頑丈で銃火器による攻撃では破壊出来ない。また、復活する際はその場ではなく、同じ金庫がある場所ならどこでも復活が可能であるため、わざと自殺し、復活するという方法で瞬間移動できる。
ただし、金庫が本体であるが故に金庫ごと破壊されると復活は不可能になる。
その正体はルヴィクの感情と記憶によって生まれたクリーチャーである。かつてルヴィクは研究資料を金庫に隠しており、それを奪われてしまった過去がある。また最終的に殺害され脳だけの状態にされたことから、金庫から研究資料を奪われた記憶、生きたまま脳だけにされたという激しい怒りからキーパーが生まれた。
追加シナリオのザ・エクスキューショナーではSTEMにつながれた娘を助けるため、主人公の男性（セバスチャンとは別人。肉屋の主人とのこと）が同調同化するという形で、プレイヤーキャラクターとして操作できる。本編で登場するものよりもステップなどで俊敏に動くことができる。
トラウマ（Trauma）
枷に体を縛り付けられたクリーチャー。
名前はそのまま「トラウマ（心的外傷）」である。
巨体を活かした突進や左手のカギ爪からの攻撃を繰り出してくる。
ルヴィクは少年時代に父親から宗教の信仰を押し付けられており、この時の拒絶の感情と記憶からこのクリーチャーは生まれている。また「トラウマ（心的外傷）」という名前の通り父親からの「教育」も相当なものだったことがうかがえる。
アマルガムα（Amalgam α）
様々な生物を無理やり融合させたような姿の巨大なクリーチャー。
巨体から繰り出す突進などの攻撃はそれだけでも脅威となる。ある程度ダメージを受けると、雄叫びを上げながら紫色の光を放ち、中央にある目玉を露出して凶暴化する。
STEMに取り込まれ犠牲となった多くの被験者の怒りと憎しみが具現化したもの。それらの要因から周囲の恐怖や憎しみなどの負の感情を取り込み姿を変えるという特徴を持つ。 尚、ルヴィクの感情や記憶が反映されていないという珍しいクリーチャーである。
シーギョ（Shigyo）
崩壊したクリムゾンシティの水中に潜むクリーチャー。水かきのような手で自由自在に泳ぎ回り、プレイヤーを水中に引きずり込もうとする。
STEMに繋がれたまま溺死した被験者の意識が生み出したクリーチャー。被験者はSTEMに繋がれる際にバスタブ型の装置に入れられるが、この中で溺死したものもいたという事になる。
アンノウン（Mr._Unknown）
ルヴィクと姿が酷似したクリーチャー。動きはホーンテッドと類似しているが、最大の特徴はラウラの腕らしきカギ爪を召喚してくることである。
正体はルヴィクと被験者が高いレベルで意識を同調した結果、ホーンテッドが突然変異したもの。ラウラの腕を召喚できるのはこういった経緯からである。
ヘレシー（Heresy）
蜘蛛のような体をした巨大なクリーチャー。英語のHeresyには異端という意味がある。
長大かつ鋭利な足を使った踏みつけに加え、腹部から芋虫のような生物を生み出しプレイヤーを妨害してくる。またその巨大な見た目に反して高速で移動でき、バスで逃げるセバスチャンたちを追跡してくる。
ちなみに、よく観察すると人間のような頭部も確認できる。
被験者が完全に自意識を失ったことで生まれたクリーチャーで、自意識を失い暴走したことで多くの被験者の意識を取り込み巨大となったもの。その経緯からルヴィクはヘレシーとの意識共有を拒絶している。また、ザ・コンセクエンスではザ・アドミニストレイターによって呼び出されたかのような演出がある。
クウェル（Quell）
多数の触手が特徴のクリーチャー。
タコの保護色のように体色を周囲と完全に同化し、姿を隠しながら襲いかかってくる。また触手による攻撃の他、毒ガスを吐く、爆発するヒルのような生物を生み出すなど多彩な攻撃をしてくる。
その誕生経緯はルヴィクの見られたくないという欲望から来ている。その感情はフードの下の焼け爛れた皮膚と、現実世界での脳だけになった姿に対する物であると推測できる。
アマルガム（Amalgam）・アマルガム・コア（Amalgam_Core）
本作のラストボス。非常に巨大で全ての動くものを攻撃してくる。また他者を取り込もうと頭部のバイザーが開いた状態をアマルガム・コアと呼び、そこには融合したルヴィクがいる。
強制的にSTEMに繋がれ死亡した被験者たちの怒りと憎しみで生まれたアマルガムαが周囲の負の感情をさらに取り込んで巨大化し、そこにルヴィクの狂気が融合した姿。尚、アマルガム自体は無敵に近い存在だが、そのコアは極めて脆弱である。
キャダバー（Cadaver）
追加シナリオであるザ・アサインメントとザ・コンセクエンスに登場。
ホーンテッドが内部コアの膨張により再生し、怪物と化した姿。
名前のCadaverは死体という意味である。
ブリッジ姿勢で徘徊し発光する複数の瘤、突き出た肋骨と不気味な姿が特徴。
視覚が再生の影響により消失し、聴覚のみですべてを判断しているため、音さえ立てなければ気づかれることはほぼない。気づかれてしまった場合、瘤を赤く発光させ接近し、突き出た肋骨で対象を拘束し、自爆する。しかし、判断基準が聴覚のみの為敵味方の判別はできず、手当たり次第に拘束するため、誘導することで味方のクリーチャーを拘束して自爆してしまうこともある。
また耐久力は非常に低く、銃1発で倒せる他、人の力で物と壁に挟まれただけでも爆発四散する。
ライトウーマン（Light_Woman）/ シェード（Shade）
追加シナリオであるザ・アサインメントとザ・コンセクエンスに登場。シェードはMODEL VIEWERでの名称。
サーチライト型の頭部、血だらけのコートを着た腕のない上半身、そこから伸びるヒールを履いた女性を思わせる足が特徴。
頭部のサーチライトは光源としての役割の他にキッドのライト同様、隠された通路やドアを出現させることができる。見つかったときはライトを赤く照射し動きを鈍化してくる他、胴体のコートの下には鋭い牙のはえた口が存在し、これによってターゲットを噛み砕いてしまう。さらに倒されたホーンテッドにライトを照射することでキャダバーとして復活させるなどの行動も見られる。
また、太い鉄の配管の間に無理やり体をねじ込み突破する、エレベーターの強固なガラスに一撃でヒビを入れるなど、見た目に反して凄まじいパワーを有する。
ルヴィクの「新たな体（レスリー）を探す」という意識から生まれたクリーチャー。ライトで場所を照らす能力＝被験者の心の内を暴露する、といった意味があるらしい。また女性型でレスリーを探していること、ライトによって隠し扉等を暴くなどの能力からキッドと共通点が多い。
ブラックキーパー（Dark_Keeper）
追加シナリオのザ・エクセキューショナーにおけるラストボス。
その姿は全身黒く染まったキーパーで、本体も同じく頭部の金庫。ハンマーやズタ袋ではなく刀による素早い近接攻撃を行う。またアンノウンと同じくラウラの腕を召喚させることもできる。
キーパーとなった主人公がルヴィクの去ったSTEM内で他の被験者たちを退けた結果、STEMの支配力が強まり生まれた分身ともいえる存在。出現と同時に主人公の娘を連れ去ってしまう。トラップによって金庫にダメージを与えることが出来るが、相手が自分自身の為、主人公も同じダメージを受けてしまうという厄介な敵。
だが、娘をSTEMから脱出させるにはこのブラックキーパーを倒す他に方法はない。

## マーケティングと発表
このゲームは当初『Project Zwei』（プロジェクト・ツヴァイ）という仮題で、2012年4月27日に発表された。三上真司がディレクターを務めることや、ジャンルがサバイバルホラーであることも併せて発表された。彼が指揮する最後の作品になる予定である。
2013年4月15日から数日にかけてBethesda Softworksは謎めいた短かいティザー映像を複数公開し、同年4月19日に、このゲームの正式なタイトルと発売予定の機種、実写のティザートレイラーを公式に発表した。
日本語版タイトル『PsychoBreak』は、どこか壊れている、狂ったような世界をイメージしてつけられた。海外版のタイトルは諸事情により『The Evil within』である。